# Francisco de Paula de Borbón

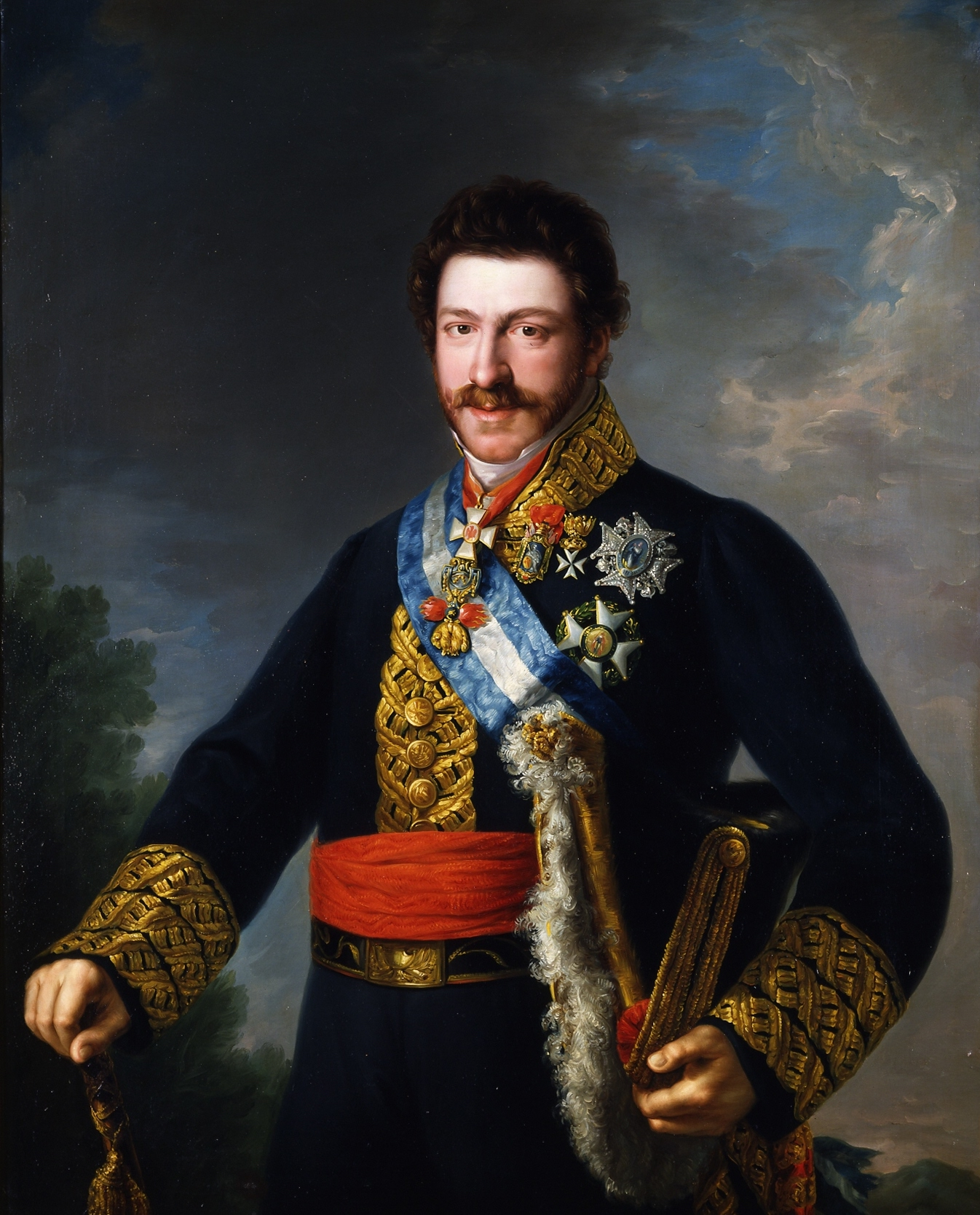
Infant Francisco de Paula Antonio von Spanien, Herzog von Cádiz

Francisco de Paula wappen

Infant Francisco de Paula Antonio von Spanien, Herzog von Cádiz spanisch Francisco de Paula Antonio de Borbón, Duque de Cádiz (* 10. März 1794 in Madrid; † 13. August 1865 ebenda) war ein Mitglied der spanischen Königsfamilie aus der spanischen Linie der Bourbonen.

## Leben
Francisco war der jüngste Sohn von Karl IV. von Spanien (1748–1819) und seiner Frau Prinzessin Maria Luise von Bourbon-Parma (1751–1819), jüngste Tochter von Herzog Philipp von Parma, Piacenza und Guastalla und Prinzessin Marie Louise Élisabeth de Bourbon. Gerüchten zufolge soll Francisco jedoch als „Kuckuckskind“ biologisch außerehelicher Abstammung gewesen sein, da seine Mutter, Königin Maria Luise, seit 1788 ein Verhältnis mit Manuel de Godoy gehabt habe.

### 1. Ehe
Am 12. Juni 1819 heiratete Francisco in Madrid seine Nichte Prinzessin Luisa Carlota von Neapel-Sizilien (1804–1844), älteste Tochter von König Franz I. von Neapel und beider Sizilien und seiner zweiten Frau der Infantin Maria Isabel von Spanien. Aus der Ehe gingen elf Kinder hervor, von denen acht das Erwachsenenalter erreichten:
- Francisco de Asís (1820–1821)
- Isabella Ferdinanda (1821–1897) ⚭ 1841 Ignatius Graf de Gurowski
- Franz von Assisi (1822–1902) ⚭ 1846 Königin Isabella II. von Spanien
- Enrique Maria Fernando (1823–1870) ⚭ 1848 Hélène de Castellvi
- Louisa (1824–1900) ⚭ 1847 José Osorio de Moscoso
- Duarte Felipe (1826–1830)
- Josefina Ferdinanda (1827–1920) ⚭ 1848 José Güell y Renté
- Teresa (1828–1829)
- Fernando (1832–1854)
- Maria Christina (1833–1902) ⚭ Infant Sebastián Gabriel de Bourbon
- Amelia del Pilar (1834–1905) ⚭ Prinz Adalbert Wilhelm von Bayern, sowie Erbprinz von Griechenland

### 2. Ehe
Im Jahr 1851 ging der Herzog von Cádiz eine Ehe zur linken Hand mit Doña Teresa Arredondo ein. Aus der Beziehung ging ein Sohn, Richard Marie de Borbon, Herzog von San Ricardo (1851–1873), hervor.

## Tod
Der Herzog von Cádiz starb am 13. August 1865 in Madrid und wurde in Kapelle 7 des Pantheon der Infanten im Escorial beigesetzt.

## Ahnentafel (3 Generationen)
| Francisco de Paula de Bourbón | Vater: Karl IV. von Spanien           | Großvater: Karl III. von Spanien                     | Urgroßvater: Philipp V. von Spanien                               |
| Francisco de Paula de Bourbón | Vater: Karl IV. von Spanien           | Großvater: Karl III. von Spanien                     | Urgroßmutter: Elisabetta Farnese                                  |
| Francisco de Paula de Bourbón | Vater: Karl IV. von Spanien           | Großmutter: Maria Amalia von Sachsen                 | Urgroßvater: Friedrich August II. von Sachsen und König von Polen |
| Francisco de Paula de Bourbón | Vater: Karl IV. von Spanien           | Großmutter: Maria Amalia von Sachsen                 | Urgroßmutter: Maria Josepha von Österreich                        |
| Francisco de Paula de Bourbón | Mutter: Maria Luise von Bourbon-Parma | Großvater: Philipp von Parma, Piacenza und Guastalla | Urgroßvater: Philipp V. von Spanien                               |
| Francisco de Paula de Bourbón | Mutter: Maria Luise von Bourbon-Parma | Großvater: Philipp von Parma, Piacenza und Guastalla | Urgroßmutter: Elisabetta Farnese                                  |
| Francisco de Paula de Bourbón | Mutter: Maria Luise von Bourbon-Parma | Großmutter: Marie Louise Élisabeth de Bourbon        | Urgroßvater: Ludwig XV. von Frankreich                            |
| Francisco de Paula de Bourbón | Mutter: Maria Luise von Bourbon-Parma | Großmutter: Marie Louise Élisabeth de Bourbon        | Urgroßmutter: Maria Leszczyńska                                   |